# Людвіг Отто Гессе
Людвіг Отто Гессе (нім. Ludwig Otto Hesse; 22 квітня 1811, Кенігсберг — 4 серпня 1874, Мюнхен) — німецький математик, член Баварської АН (1868), з 1869 року професор Політехнічної школи в Мюнхені. Основні роботи присвячені геометрії (аналітичної, проективної та диференційної), лінійної алгебри, варіаційного числення; ввів поняття гессіана.

## Поняття гессіана
Людвіг Отто Гессе використовував іншу назву для запровадженої ним матриці. Термін «гессіан» був введений Джеймсом Джозефом Сильвестром.